# Phyllomya rufiventris
Phyllomya rufiventris là một loài ruồi trong họ Tachinidae.